# Danny Herrera
Danny Herrera (California, Estados Unidos, n. 1970) es un baterista estadounidense de ascendencia mexicana. 
Entró a formar parte en el grupo británico de grindcore Napalm Death en 1991, como reemplazo de Mick Harris. Su primera aparición con Napalm Death fue en el álbum Utopia Banished.
De acuerdo con el vocalista Mark "Barney" Greenway, Herrera toca los blast beats con un solo pedal.
Herrera toca también la batería en presentaciones en vivo con la banda británica de black metal Anaal Nathrakh y es también miembro de Venomous Concept.

## Discografía

### Con Napalm Death
- Utopia Banished (1992)
- Fear, Emptiness, Despair (1994)
- Diatribes (1996)
- Inside the Torn Apart (1997)
- Words from the Exit Wound (1998)
- Enemy of the Music Business (2000)
- Order of the Leech (2002)
- Leaders Not Followers: Part 2 (2004)
- The Code Is Red...Long Live the Code (2005)
- Smear Campaign (2006)
- Time Waits for No Slave (2009)
- Utilitarian (2012)
- Apex Predator – Easy Meat (2015)

### Venomous Concept
- Retroactive Abortion (2004)
- Making Friends Vol.1 (split, 2006)
- Blood Duster/Venomous Concept (Split, 2008)
- Poisoned Apple (2008)
- Kick Me Silly - VC III (2016)